# 노린재아목

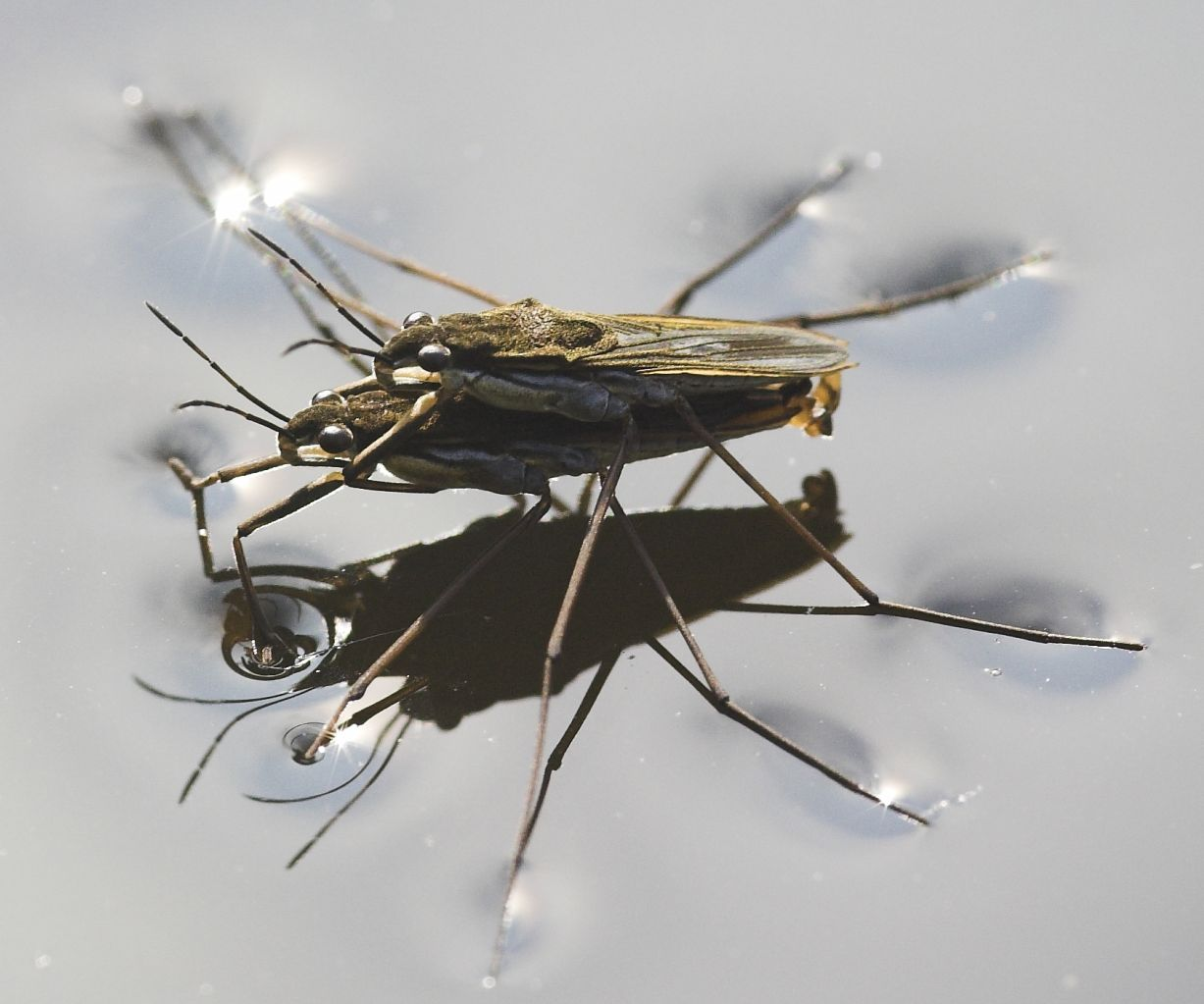
짝짓기 중인 소금쟁이

노린재아목(Heteroptera)은 노린재목(Hemiptera)에 속하는 약 40,000종의 곤충 그룹이다. 이 아목의 생물은 노린재목 전체를 가리키는 것이 더 일반적이다. 노린재아목의 영단어 "Heteroptera"는 그리스어로 "다른 날개"를 뜻한다. 대부분의 종은 막질 부분과 딱딱한 부분(헤멜리트라 함)이 있는 앞날개를 가지고 있다. 원시 하위 그룹인 머리목노린재하목(Enicocephalomorpha)의 구성 생물들은 완전히 막으로 이루어진 날개를 가지고 있다.
하부목(Leptopodomorpha, Geromorpha 및 Nepomorpha)들은 세계 수생 및 반수생 곤충의 중요한 구성 요소를 구성한다. 이 세 하위목에는 23과, 343속, 4,810종의 분류군이 있다. 일반적이고 친숙한 나머지 그룹의 대부분은 빈대하목(Cimicomorpha) 및 노린재하목(Pentatomomorpha)에 있다.